# Synyster Gates
Brian Elwin Haner, Jr (født 7. juli 1981), også kendt som Synyster Gates eller bare "Syn", er leadguitarist i bandet Avenged Sevenfold, som har rødder i Huntington Beach, Californien, USA.
Synyster Gates fik sin første guitar, da han var omkring ti år. Hans far, Brian Haner Sr. så ned på hans musik til at starte med, fordi han troede, det ville blande sig med resten af hans nutidige liv. Men Synyster Gates ignorerede sin fars advarsler. 
Synyster Gates gik på Ocean View High School i Huntington Beach, Californien og Mayfair High School i Lakewood, Californien som teenager, og derefter Musical Institute i Hollywood som en del af det såkaldte GIT-program, der underviser jazz-guitar. Hans far Brian Haner Sr, er også musiker og kaldes ofte Avenged Sevenfold's officielle akustiske guitar-spiller for hans optrædener på deres album, såsom den akustiske solo på City of Evil's Sidewinder og Mia.
Gates kom med i Avenged Sevenfold (A7X), i en alder af 18 ved udgangen af 1999, lige før udgivelsen af bandets første album, Sounding The Seventh Trumpet. Han blev præsenteret på deres EP Warmness On The Soul, og på genudstedelsen af deres første album. Han spiller også klaver for bandet på sange som Beast And The Harlot og Sidewinder.

## Udstyr

### Guitarer
Synyster Gates har mange forskellige guitarer. Både Synyster Gates og Zacky Vengeance (2. guitaristen) er sponsoreret af Schecter Guitar Research og har en række speciallavede modeller, designet netop til dem.
Synyster Gates' forestrukkende guitar er Schecter Avenger Serien, med sine egne modifikaitoner[kilde mangler]. Han bruger Seymour Duncan Invader Pickups, og har fået sammensat guitaren på sin egen måde.
Synyster Gates har sin egen serie guitarer, kaldet Schecter Synyster Custom, og han har mange forskellige "finishes", såsom en med det amerikanske flag, en hvid med guldstriber, en sort med røde striber, den klassiske sorte med hvide striber og hans nyeste model en plain hvid model.
Før i tiden spillede han bl.a. på Gibson's Les Paul og Ibanez's RG Prestige.

### Effekter, pedaler mm.
- Seymour Duncan SFX-01 Pickup Booster
- Frantone "The Sweet" Distortion
- Voodoo Lab PEDAL POWER 2
- Voodoo Lab GCX Audio Switcher
- Visual Sound H20 Chorus/Echo
- Boss CS-3 Compressor
- Boss TU-2 Chromatic Tuner
- Boss SD-1 Super Overdrive
- Boss BF-3 Flanger
- Boss PH-3 Phase Shifter
- Boss NS-2 Noise Suppressor
- Jim Dunlop Crybaby From Hell Wah Pedal

### Forstærkere
- Marshall, forskellige lav-watt comboer
- Mesa/Boogie Triple Rectifier
- Bogner Uberschall og caveman (foretrukkende)
- Hellwin Signatur Forstærker